# 渡辺裕
渡辺 裕（わたなべ ひろし、1953年7月16日 - ）は、日本の音楽学者。東京大学名誉教授（美学芸術学・文化資源学）、東京音楽大学音楽学部音楽教育専攻特任教授。専門は聴覚文化論、音楽社会史。

## 略歴
千葉県生まれ。1972年千葉県立千葉高等学校卒業、1977年東京大学文学部美学芸術学専修課程卒業、1983年同大学院博士課程退学。東大助手、1986年玉川大学専任講師、1991年同助教授、1992年大阪大学文学部助教授、1996年東大人文社会系研究科助教授、2001年博士（文学）学位取得、2002年同教授、2019年3月退官。2019年4月、東京音楽大学音楽学部音楽教育専攻教授、2022年4月、同特任教授。
1989年「聴衆の誕生－ポストモダン時代の音楽文化」でサントリー学芸賞、1990年「文化史のなかのマーラー」で音楽執筆者協議会クラシック部門新人賞、2003年「日本文化 モダン・ラプソディ」で芸術選奨新人賞受賞。2011年『歌う国民』で芸術選奨文部科学大臣賞受賞。2013年春、紫綬褒章受章。

## 単著
- 『聴衆の誕生 - ポストモダン時代の音楽文化』（春秋社） 1989、のち中公文庫
- 『文化史のなかのマーラー』（筑摩書房） 1990、のち改題『マーラーと世紀末ウィーン』（岩波現代文庫）
- 『音楽機械劇場』（新書館） 1997
- 『宝塚歌劇の変容と日本近代』（新書館） 1999
- 『西洋音楽演奏史論序説 - ベートーヴェン ピアノ・ソナタの演奏史研究』（春秋社） 2001
- 『日本文化 モダン・ラプソディ』（春秋社） 2002
- 『考える耳 記憶の場、批評の眼』（春秋社） 2007
- 『音楽は社会を映す 考える耳再論』（春秋社） 2010
- 『歌う国民：唱歌、校歌、うたごえ』（中央公論新社、中公新書） 2010
- 『サウンドとメディアの文化資源学：境界線上の音楽』（春秋社） 2013
- 『感性文化論：〈終わり〉と〈はじまり〉の戦後昭和史』（春秋社）2017
- 『まちあるき文化考：交叉する〈都市〉と〈物語〉』（春秋社） 2019
- 『校歌斉唱！: 日本人が育んだ学校文化の謎』（新潮選書） 2024

## 翻訳等
- 『アドルノ音楽・メディア論集』（編集、村田公一, 吉田寛, 舩木篤也共訳、平凡社） 2002

## 参考
- 東大文学部年報：https://www.l.u-tokyo.ac.jp/schema/annual_report9/nenpo9.3.07bigei.html
- https://www.kinokuniya.co.jp/f/dsg-01-9784122056077